# Ichneumon teniola
Ichneumon teniola là một loài tò vò trong họ Ichneumonidae.